# Windhand
A Windhand amerikai doom metal/stoner rock/okkult rock zenekar. 2008-ban alakultak a virginiai Richmondban. Dorthia Cottrell személyében egy nő az énekes. Az AllMusic az Electric Wizard és a Sleep zenéjéhez hasonlította őket.

## Története
Alapító tagjai: Dorthia Cottrell - ének, Asechiah Bogdan (Alabama Thunderpussy) - gitár, Garrett Morris - gitár, Nathan Hilbish - basszusgitár és Jeff Loucks - dob. 2010-ben jelent meg első demó lemezük. Ezt követően Loucks-ot Ryan Wolfe váltotta le. 2012-ben szerződést kötöttek a Forcefield Records kiadóval és megjelentették első nagylemezüket. Hilbish kilépett a Windhand-ből, helyére Parker Chandler került. Ezután kiléptek a Forcefield Records-tól és a Relapse Recordsszal kötöttek szerződést. Második, 2013-as stúdióalbumukat már ők adták ki. Az album 24. helyezést ért el a Billboard Heatseekers Albums listáján, ezáltal ez volt az együttes első olyan kiadványa, amelyik Billboard listára került. A Rolling Stone magazin pedig az év legjobb metal albumai közé sorolta. 2013-ban és 2014-ben további albumokat adtak ki: a "Reflection of the Negative" című split lemezt (a Cough-fal), még egy split lemezt a Salem's Pot-tal, illetve a "Live at Roadburn 2014" című koncert albumot. 2015-ben megjelentették harmadik lemezüket, amelynek Jack Endino volt a producere. Az album a Billboard Hard Rock Albums listáján a 16. helyet szerezte meg, míg a Heatseekers listán a 7. helyet. A Consequence of Sound magazin pedig 2015 tizenhetedik legjobb albumának nevezte. Ezután Asechiah Bogdan kilépett, helyére pedig nem került senki.
2018-ban megjelentettek egy újabb split lemezt (a Satan’s Satyrs-szal). Ez a lemez a tizenegyedik helyet szerezte meg a Heatseekers Albums listán. 2018-ban megjelent a negyedik albumuk, amelynek újból Endino volt a producere. Az album a harmadik helyet érte el a Heatseekers Albums listán.

## Tagok
- Dorthia Cottrell - ének (2008-)
- Garrett Morris - gitár (2008-)
- Ryan Wolfe - dob (2010-)
- Parker Chandler - basszusgitár (2013-)

Korábbi tagok
- Nathan Hilbish - basszusgitár (2008-2013)
- Jeff Loucks - dob (2008-2010)
- Asechiah Bogdan - gitár (2008-2015)

## Diszkográfia
Demók
- Practice Space Demo (2010)

Stúdióalbumok
- Windhand (2012)
- Soma (2013)
- Grief's Infernal Flower (2015)
- Eternal Return (2018)

Split lemezek
- Reflection of the Negative (a Cough-fal, 2013)
- Windhand / Salem's Pot (a Salem's Pot-tal, 2014)
- Windhand / Satan's Satyrs (a Satan's Satyrs-szal, 2018)

Kislemezek
- Orchard (2013)

Koncert albumok
- Live at Roadburn 2014 (2014)
- Live Elsewhere (2019)
- Levitation Sessions (2020)[12]